# 大喬爾諾金齊

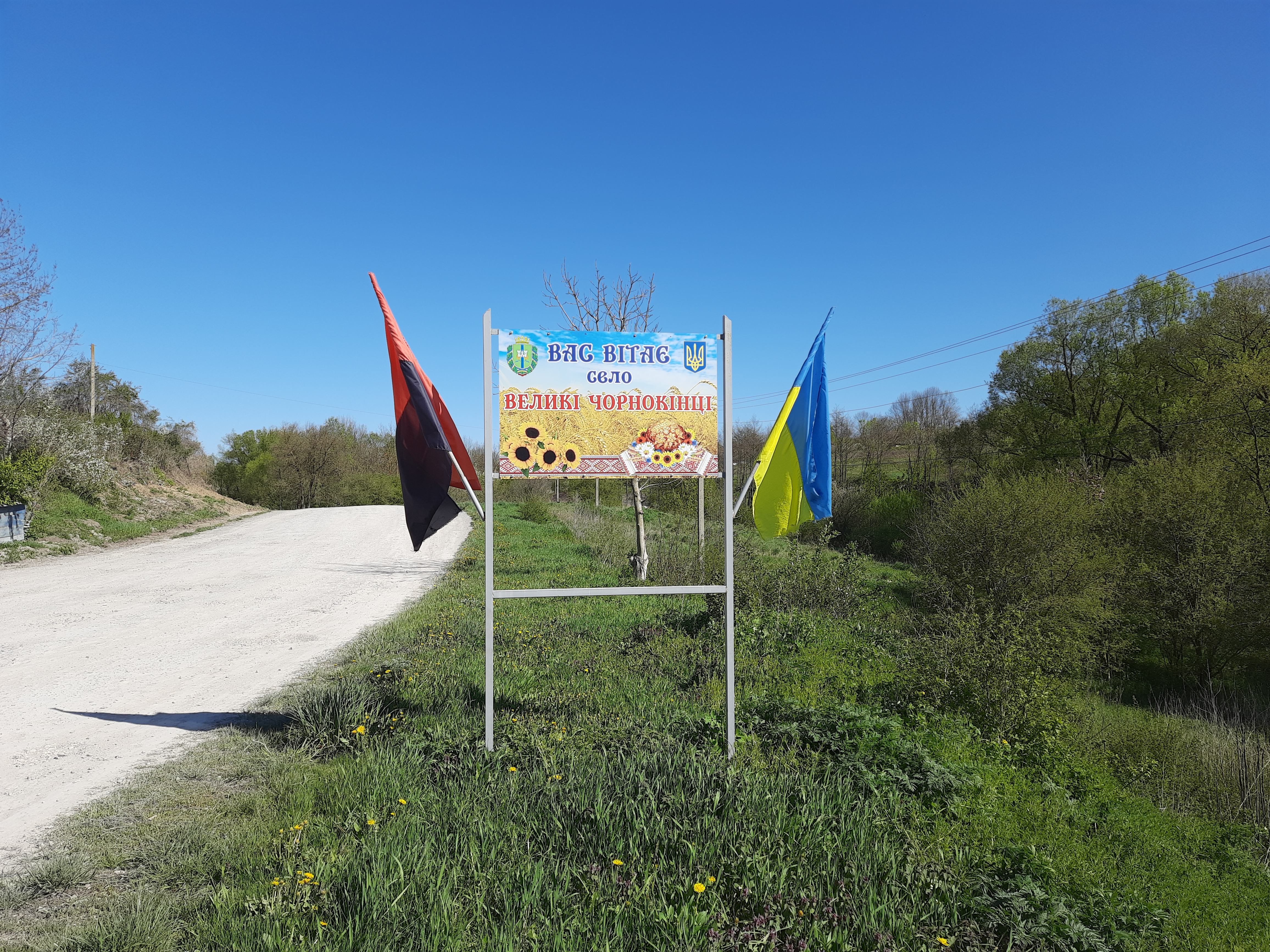
大乔尔诺金齐

48°58′12″N 26°1′48″E / 48.97000°N 26.03000°E
大喬爾諾金齊（烏克蘭語：Великі Чорнокінці）是位於烏克蘭西部泰爾諾皮爾州裏喬爾特基夫區的村莊，始建於十六世紀，面積3.58平方公里，2001年人口1,220，人口密度每平方公里341.2人。